# Mesacanthoides africanthiforme
Mesacanthoides africanthiforme är en rundmaskart som beskrevs av Suzanne I. Warwick 1970. Mesacanthoides africanthiforme ingår i släktet Mesacanthoides och familjen Enoplidae. Inga underarter finns listade i Catalogue of Life.